# Hippocampus coronatus
Крунасти морски коњић (Hippocampus coronatus) је зракоперка из реда Syngnathiformes и породице морских коњића и морских шила (Syngnathidae).

## Распрострањење
Ареал врсте је ограничен на једну државу. Јапан је једино познато природно станиште врсте.

## Угроженост
Подаци о распрострањености ове врсте су недовољни.

## Галерија
- Млади крунасти морски коњић
- Глава крунастог морског коњића у крупном плану
- Осушени примерак крунастог морског коњића
- Скелет крунастог морског коњића